# 1050
سنة 1050 كانت سنة بسيطة تبدأ يوم الإثنين (الرابط يظهر نموذج التقويم الكامل للسنة) من التقويم اليولياني.

## أحداث
- نهاية الحروب الإسلامية البيزنطية في 1050 والتي بدأت في 629.
- أصبح إموند العجوز ملك السويد خلفاً لشقيقه أنوند جاكوب بعد وفاته .
- تم نهب مدينة هيدبي من قبل هارالد هاردرادا ملك النرويج خلال صراعه مع سوين الثاني ملك الدنمارك.
- القوات السويدية تهاجم فنلندا.

## مواليد
- هنري الرابع (إمبراطور روماني مقدس).
- سفياتوبولك ازياسلافيتش.
- فريدريش الأول دوق شوابيا (توفي 1105).
- روبرت كورتز.
- روسيلنيوس.

## وفيات
- زوي بورفيريجينيتا، إمبراطورة الإمبراطورية الرومانية الشرقية.
- ميخائيل دوكيانوس، قائد بيزنطي.
- أنوند يعقوب ، ملك السويد منذ عام 1022.